# Alain Jérôme
Pour les articles homonymes, voir Jérôme.
Alain Philippe Jérôme, né le 17 mars 1936 à Paris 9e, est un journaliste français, présentateur de télévision et producteur de films d'entreprise.

## Biographie
Alain Jérôme est né en 1936 à Paris 9e, d'un père ingénieur natif d'Algérie française et d'une mère vendeuse native de Paris 12e, domiciliés à Paris 15e.
Il est diplômé de l'École supérieure de journalisme de Paris en 1957.
Il fut, avec Joseph Pasteur, le présentateur le plus connu de l'émission de télévision d'Armand Jammot Les Dossiers de l'écran de 1967 à 1975, diffusée sur la deuxième chaîne de l'ORTF puis sur Antenne 2, de 1975 à 1991,. il est connu aussi pour avoir présenté Aujourd'hui Madame, de 1970 à 1973, sur la deuxième chaîne de l'ORTF. 
En octobre 1969, il crée la société de production Procitel, qui cesse ses activités en janvier 2010.
Il a tenu quelques rôles d'acteur à la télévision et au cinéma, par exemple tout à la fin du film Papy fait de la résistance, de Jean-Marie Poiré, en 1983, où il tient son propre rôle, de présentateur de l'émission Les Dossiers de l'écran, joyeusement pastichée par les comédiens du Splendid grimés en débatteurs invités ultra-stéréotypés, autour de lui, comme si, par surprise, toute la partie antérieure du film avait été projetée en tant que source documentaire illustrative et point de départ du débat habituel (en l'occurrence, sur les Résistance et Collaboration sous l'Occupation), dans le cadre réel de cette émission culte.